# Panicum irregulare
Panicum irregulare är en gräsart som beskrevs av Jason Richard Swallen. Panicum irregulare ingår i släktet vipphirser, och familjen gräs. Inga underarter finns listade i Catalogue of Life.